# The Pipkins
Pour les articles homonymes, voir Pipkins.
The Pipkins est un groupe britannique de rock des années 1960.

## Discographie

### Albums
- 1970 : Gimme Dat Ding

### Singles
- Gimme Dat Ding (hit-parade : USA #9, UK #6, Canada #7)
- Yakety Yak
- Are You Cooking, Goose?
- My Baby Loves Lovin'
- Sunny Honey Girl